# 渋谷駅周辺地域の安全で安心な環境の確保に関する条例
渋谷駅周辺地域の安全で安心な環境の確保に関する条例（しぶやえきしゅうへんちいきのあんぜんであんしんなかんきょうのかくほにかんするじょうれい、令和元年渋谷区条例第21号）は、2019年（令和元年）6月20日に公布・施行された東京都渋谷区の条例である。本条例では、ハロウィンや年末年始の間、渋谷駅周辺の「公共の場所」での路上飲酒を禁止している。

## 背景

### ハロウィン
ハロウィンは元々、仮装して悪霊退散を祈願する古代ケルト人の祭りに起源するイベントと考えられている。
しかし、ハロウィンの概念が平成時代以降に広まった日本においてはその宗教性はほぼ存在せず、2010年代頃から若者が仮装して街に繰り出すようになった。渋谷へ繰り出すものは特に「渋谷ハロウィン」または縮めて「渋ハロ」と呼ばれているが、カワサキハロウィンのように自治体や関係機関が主催するものではない。
そのため、主に若い世代がただ騒ぐために集まる場になっていると指摘されており、渋谷センター商店街振興組合の小野寿幸は、「ハロウィン期間中に集まる若者のうち、仮装をしているのはわずか3割程度だろう」という見立てを示した。2014年からはハロウィン向けの特別警備が行われる事態となっており、群衆に紛れて悪さをしようとする者や羽目を外した者たちなどの逮捕者が出るイベントになってしまった。

#### ハロウィン中の渋谷付近の逮捕者等
2018年以前の逮捕者に触れたうえで、本条例制定の契機となった2018年の事件について記す。
2014年
ハチ公像前にいた10代の女性の尻を触ったとして都迷惑防止条例違反容疑で川崎市在住の40代の男が、20代の男性巡査長の顔を殴ったとして公務執行妨害容疑で板橋区在住の19歳の少年がそれぞれ逮捕された。
2015年
持っていた空気銃のようなもので警察官の額を殴ったとして、公務執行妨害で迷彩服姿に仮装していた25歳の男が現行犯逮捕された。
2016年
女性の体に触れたとして、都迷惑防止条例違反で30代の男が現行犯逮捕された。
2017年
機動隊員の胸ぐらをつかんだとして公務執行妨害容疑で18歳の少年が逮捕され、人混みの中で18歳の女性のバッグから財布を抜き取ったとして窃盗で東京都目黒区在住の23歳の人が現行犯逮捕された。

##### 2018年
10月28日午前1時ごろ、軽トラックが集団に取り囲まれ、横転させられる被害が発生した。軽トラックの運転手は警察官を呼ぶために車から離れていたため無事であった。これとは別に、ハロウィン直前に5人 の逮捕者も出たことで、渋谷区長の長谷部健は以下の声明で怒りや憤りをあらわにしつつ、10月31日こそはまっとうに過ごしてほしいとお願いした。
ハロウィーンにおいて、周囲に迷惑をかけることなく、健全に楽しんでいる方たちはきちんといらっしゃいます。また、日頃から真に渋谷の街を愛し、この街を誇れるようにする努力をしている方たちもたくさんいらっしゃいます。
そういった方たちの努力や思いを踏みにじる一連の行為は、到底許せるものではありません。街の安心・安全と賑わいの両立は、地方公共団体のトップとして大事な責務です。誠に残念ながら一朝一夕にこの問題を解決できる特効薬はありませんが、解決に向けて強い意志を持って取り組んでまいります。

そして、重ねてのお願いになりますが、10月31日のハロウィーンにおきましては、決して周囲に迷惑をかけることなく、モラルやマナー、法令を守り、健全にお楽しみいただくよう、よろしくお願いいたします。
しかしながら、31日も法令が守られることはなく、13人の逮捕者が出る事態となった。
捜査官の間で「クレイジーハロウィン事件」と呼称されていた、28日の軽トラック横転事件は、監視カメラ映像や周囲の人の撮影画像を解析し、順々に辿っていく「リレー方式」で捜査された。結果、15人の身元が特定され、より悪質と判断された20代の男4人が12月5日に暴力行為等処罰ニ関スル法律違反（集団的器物損壊）容疑で逮捕、男10人（日本人7人、イギリス人・フランス人・ベルギー人留学生各1人）が2019年1月16日に同容疑 で書類送検され、すでに出国済みであったフランス人の男については代理処罰を求めることとなった。逮捕された男の中には、「酒を飲んだ勢いやノリでやってしまった」と供述する者がいた。
| | 27日深夜から28日未明 | 10月31日夜から11月1日朝 | 合計 |
| --- | -------------------- | ----------------------- | ---- |
| 暴行 | 3人                  | 2人                     | 5人  |
| 都迷惑防止条例（盗撮）違反 | 1人                  | -                       | 1人  |
| 都迷惑防止条例（痴漢）違反 | 1人                  | 4人                     | 5人  |
| 窃盗 | -                    | 4人                     | 4人  |
| 強制わいせつ | -                    | 1人                     | 1人  |
| 公然わいせつ | -                    | 1人                     | 1人  |
| 公務執行妨害 | -                    | 1人                     | 1人  |
| 合計 | 5人                  | 13人                    | 18人 |
| 備考: 10月27日から11月1日までの間の合計逮捕者は19人である が、逮捕日と逮捕容疑の不詳な1人は上記の表からは省かれている。また、軽トラック横転事件で逮捕された4人も含めていない。 |                      |                         |      |

#### マナー違反や軽微な法令違反
渋谷ハロウィンでは、逮捕にまでは至らなくとも、重篤なマナー違反も見受けられてきた。渋谷センター商店街振興組合の小野寿幸は取材に対して、路地や閉まった店舗のエレベータ周辺で排尿・排便する人がいたことや、トイレに物を詰まらせるといった被害があったことを明かした。小野は、こうした惨憺たる状況を引き起こしたハロウィン参加者を「変態仮装行列」と形容し、インターネット上で話題となった。朝日新聞が報じるところによれば、参加者同士のトラブルも後を絶たなかったという。泥酔した参加者が、酔った勢いに任せて酒瓶を割ってしまう行動も頻発し、渋谷区は、割れた瓶の破片でけがをしたり車のタイヤをパンクさせてしまう恐れがあるとして、2018年10月31日午後6時から翌午前6時の間の瓶に入った酒類の販売を自粛するように周辺店舗に要請していた。

## 立法

### 検討
2019年2月27日、以下の9人からなる「渋谷ハロウィーン対策検討会」が立ち上げられ、7回に及ぶ議論の末、5月15日に中間報告書が上申された。本中間報告書では、「酒を飲み歩きする行為が騒ぎに拍車を掛けており、有効な手だてを検討すべきだ」と述べられており、ハロウィン期間中などに路上飲酒を禁止する混乱防止策が提案されていた。
- 竹花豊　（NPO法人おやじ日本理事長、本対策検討会座長）
- 梅澤高明（A.T.カーニー日本法人会長）
- 大石隆士（渋谷区町会連合会大向地区町会連合会会長）
- 大西賢治（渋谷道玄坂商店街振興組合理事長）
- 小野寿幸（渋谷センター商店街振興組合理事長）
- 金山淳吾（一般財団法人渋谷観光協会理事長）
- 近藤彰敏（青少年対策大向地区委員会会長）
- 齋藤貴弘（ニューポート法律事務所弁護士）
- 奈良和則（警視庁渋谷警察署警備課長）

### 条例案の提出と可決
5月15日に提出された中間報告書に従って、区は条例案を作成し、6月6日に渋谷区議会に提出した。6月10日・6月17日開会の総務委員会で議論され、立憲民主党渋谷が17日に修正案を提出した。この修正案は、後述の「渋谷駅周辺地域」に円山町を加え、第7条第1号を「音響機器等により音を大きく出す行為（政治活動、また正当な表現の自由として認められる行為についてはその対象とならない）」に修正することを要点としたが、前者は指定区域を生煮えのまま拡大すると当該地域に隣接しながらも指定されなかった地域から異議が出る可能性があるとして、後者はそれを加えたがゆえに「政治活動、また正当な表現の自由」以外の「正当な理由のある音を大きく出す行為」が規制の対象に含まれてしまうと解釈できてしまうためとして、異議が唱えられた。
結局、この改正案は渋谷区議会自由民主党議員団・シブヤを笑顔にする会・渋谷区議会公明党の3会派からは運用しながら不備は修正されればよいとして反対され、日本共産党渋谷区議会議員団からは原案の「正当な理由」に「政治活動、また正当な表現の自由」も含まれており、規制区域の拡大については抑制的であるべきとして反対された。立憲民主党渋谷は、原案と自会派の提出した修正案の両方に賛成し、れいわ渋谷だけは、原案に反対したうえで修正案に賛成したものの、賛成少数により否決された。
6月19日に開かれた定例会にて条例原案が賛成31票・反対2票 でもって可決され、翌日に施行規則と一緒に公布・施行された。
| 賛成した議員 | 反対した議員              | 投票しなかった議員   |
| --- | ------------------------- | -------------------- |
| 1. 松本 翔 2. 岡 美千瑠 3. 中村 豪志 4. 神薗 麻智子 5. 橋本 侑樹 6. 中田 喬士 7. 小田 浩美 8. 鈴木 建邦 9. 斉藤 貴之 10. 一柳 直宏 11. 近藤 順子 12. 松山 克幸 13. 森田 由紀 14. 田中 匠身 15. 治田 学 16. 須田 賢 17. 斎藤 竜一 18. 久永 薫 19. 沢島 英隆 20. 薬丸 義人 21. 佐藤 真理 22. 吉田 佳代子 23. 田中 正也 24. 牛尾 真己 25. 丸山 高司 26. 木村 正義 27. 栗谷 順彦 28. 伊藤 毅志 29. 岡田 麻理 30. 五十嵐 千代子 31. 苫 孝二 | 1. 金子 快之 2. 堀切 稔仁 | 1. 下嶋 倫朗（議長） |

## 条文
本条例は前文と本則全9条、施行日を定める附則から成る。また、条例の施行について必要な事項を定めた施行規則は、本則全5条と施行日を定める附則、路上飲酒禁止区域を定めた別表から成る。以下では条例の主要部分について解説する。
第2条
第2条では本条例で用いられる用語について定義している。渋谷一丁目から三丁目・桜丘町・道玄坂一丁目と二丁目・宇田川町・神南一丁目・神宮前六丁目を「渋谷駅周辺地域」と定義し、渋谷駅周辺地域内の飲食店・小売店の設置者・運営者・従業者を「事業者」と定め、渋谷駅周辺地域を訪問・通過する人を「来街者」と定めている。「渋谷駅周辺地域」については、「人が非常に多く集まっている区域、そのほかに、さらに犯罪行為や迷惑行為が散見された地域」を中心とするが、不測の事態に陥った際の対処のためにやや広く定められた。
第4条
第4条では、酒類販売自粛等の区の実施する施策に協力する義務を「事業者」に定めている。本条例の制定の理由の一つに、販売自粛を求めやすくするためというものがあった。第2条の定義によれば、「事業者」には飲食店が含まれるところであるが、現在のところは小売店（「コンビニエンスストアなど店頭で販売する店舗を対象」）のみに自粛が要請されている。
第6条第1項
第6条第1項は、本条例の最も重要な条文であり、特定期間中の「渋谷駅周辺地域」内の一部地域の公共の場所における飲酒を禁止している。「『渋谷駅周辺地域』内の一部地域」については、施行規則第3条によって定められた別表によって、住居表示を用いて定められており、図示すると右の通りとなる。この地域は、「渋谷駅周辺地域」の中でも特に来街者が密集し、犯罪・迷惑行為が多発した区域を元に定められたものである。また、特定期間については第6条各号に次のように定められている（わかりやすくするために日付の漢数字を算用数字に置き換えた）。
1. 10月31日及び11月1日並びに10月24日から同月30日までの金曜日、土曜日及び日曜日
2. 12月31日及び1月1日
3. 前二号に掲げる期間のほか、区長が特に必要と認める期間

1はハロウィン当日（10月31日から11月1日）とその直前の週末を、2は年末年始を示している。3については、施行規則において、関係行政機関及び関係団体と協議した上で告示することにより定めるとされており、答弁の差異に担当課長は「例えばサッカーのワールドカップの大会なんて、自然発生的に渋谷駅周辺に人々が多く集まって、人々があふれ返って騒然となるような事態」を想定していると述べている。「公共の場所」については、条文中で「公共の場所(道路、公園、広場その他公共性を有する場所をいう。以下同じ。)」として言及されており、担当者は「不特定多数の人が往来したりたむろしたりする場所」が含まれると解説した。また、具体例として、地下街やコインパーキングの敷地内を挙げている。
第6条第2項
第6条第2項では、第6条第1項の飲酒禁止について、時間帯を限って実施することを認めるものである。時間帯を限って実施しようとする際は、関係行政機関及び関係団体と協議した上で告示することが施行規則で定められている。具体的に「人々が自然発生的に渋谷駅周辺地域に多く集まる時間帯から、日をまたぎまして、主に始発が出るぐらいまでの時間帯」に限ることが想定されている。
第7条
第7条では、「渋谷駅周辺地域」内の公共の場所で、正当な理由なく、以下の行為をすることを禁止している。本条は前条第1項の特定期間を参照しておらず、通年適用される。
1. 音響機器等により音を異常に大きく出す行為
2. 放尿等をする行為
3. 街路灯、標識、屋根等に上る行為
4. 前三号に掲げるもののほか、他人に迷惑を及ぼす行為又は危害を及ぼすおそれのある行為

第1号については、「暴走車が爆音を鳴らして徘回」したり、「路上駐車して、車にあるスピーカーを大音量で鳴らして周囲に迷惑をかけるもの」や「酒瓶をラッパ飲みして大騒ぎで踊ったりする行為」が想定されている。第1号から第3号までは、地域住民から条例に組み込んでほしいという強い要望があったために盛り込まれたものであり、強いメッセージを発信する意味合いで例示的に示されたものである。
第4号は「道路上に車座になって座り込んだりですとか、道路上で踊ったりするなどをして通行の妨げになるなど、客観的に人が迷惑を被るような行為」が想定されており、全体として「いわゆる普通にやってはだめだよという行為」が列挙されているに過ぎない。また、本条例では罰則を設けておらず、あくまでも「他人が耳を塞ぐような音を出す行為はぜひやめていただきたい」という程度にとどまっているため、騒音に具体的な数値基準が定められていない。
一方で、特に第1号は表現の自由にもかかわる問題であり、反対運動の争点の一つにもなっている。議会では、人によっては芸術とも迷惑とも受け取りうる、楽器を持って騒ぎ立てる路上ライブや、ヘイトスピーチを行う集団とそれに反対する集団が互いに拡声器で応酬し合い、結果として周辺に迷惑をかけてしまう政治活動としての例が挙げられ、もう少し細かく定めるべきではないかとの疑問の声も上がった。これに対して、区役所職員や他の委員は「具体的な音を出す迷惑行為について、具体的な形をもって周知を図ってまいりたい」「細かいところは、これから実施連絡会で決めていく」と反発した。
第8条
第8条では、第6条に違反して路上飲酒する者に対して、区長が中止するように指導することができることを定めている。第7条で定められた迷惑行為は、渋谷駅周辺地域や特定期間中のみならずどこで行っても咎められるべき行為であることから、本条例による指導対象としては定められていない。実際に第7条違反行為が確認され、刑法にも触れる場合については、警察と連携して対処することとされている。また、第7条第4号違反行為は見つけ次第指導されてきたのが従来からの実態であり、第8条に指導対象として定められていないことを以て実際に指導されないものではない。

## 批判と反対運動
中間報告書の上申と同時期の2019年5月中旬、Twitter上で「渋谷区の路上の自由を守る会」が結成された。この団体は、飲酒の禁止が日本国憲法第13条の「幸福追求権」や「自己決定権」、音響機器の使用禁止が同第21条の「表現の自由」、酒類販売自粛が同22条や同29条の「経済活動の自由」にそれぞれ反すると主張したほか、「区長が特に必要と認める期間」にも飲酒を禁止できることや、禁止されている「音を異常に大きく出す行為」「迷惑を及ぼす行為」が具体化されていない点に問題があるとした6月11日に渋谷区議会に署名と陳情書を提出し、連日街頭でフリースピーチを行ったり、6月28日や10月18日にはデモ活動を行ったりなどした。

木曽崇は、問題行為そのものではなく飲酒行為を取り締まる姿勢は、ダンス規制緩和前の風俗営業等の規制及び業務の適正化等に関する法律（風営法）そのものであり、風営法の規制緩和に賛同していた夜間経済推進者が本条例に反対しないのは不可解であると疑問を呈した。また、都迷惑防止条例には罰則付きの以下の定めがあり、既存の条例でも対処可能であり、その条例の厳格適用が優先されるべきであるのに、種々の行為を禁止・規制する条例を粗造乱造するのは「愚の骨頂である」と指摘した。

（粗暴行為（ぐれん隊行為等）の禁止）
第五条　（省略）
2　（省略）
3　何人も、祭礼または興行その他の娯楽的催物に際し、多数の人が集まつている公共の場所において、ゆえなく、人を押しのけ、物を投げ、物を破裂させる等により、その場所における混乱を誘発し、または助長するような行為をしてはならない。
（罰則）
第八条　（省略）
2～3　（省略）
4　次の各号のいずれかに該当する者は、五十万円以下の罰金又は拘留若しくは科料に処する。
一～二　（省略）

三　第五条第三項又は第四項の規定に違反した者

## 条例制定後の渋谷ハロウィン
2019年10月31日のハロウィン当日には渋谷区職員が3人1組で巡回し、禁止となった路上での喫煙や飲酒を注意した。窃盗や公務執行妨害、迷惑防止条例違反（痴漢）などで9人が逮捕された。読売新聞の報道では2019年の渋谷の人出は前年2018年よりも少なかったとみられるとしている。
2024年10月31日のハロウィン当日では治安が余りに悪化した影響で日本人ハロウィン客が激減し、代わりに外国人のコスプレ客で溢れ返る事態となった。一方で渋谷区での条例制定を経て、2023年のハロウィンでは歌舞伎町にハロウィン客が流入していた。